# 尚佩蒂耶尔
尚佩蒂耶尔（法語：Champétières，法語發音：[ʃɑ̃petjɛʁ]）是法国多姆山省的一个市镇，属于昂贝尔区。

## 地理
尚佩蒂耶尔（45°31'10"N, 3°41'39"E）面积18.54 平方千米，位于法国奥弗涅-罗讷-阿尔卑斯大区多姆山省，该省份为法国中南部省份，北起阿列省接壤，东临卢瓦尔省，南至上盧瓦爾省和康塔爾省，西接科雷兹省和克勒兹省。
与尚佩蒂耶尔接壤的市镇（或旧市镇、城区）包括：多洛尔河畔尚邦、利夫拉杜瓦地区马尔萨克、勒莫内斯捷、圣费雷奥勒德科特。

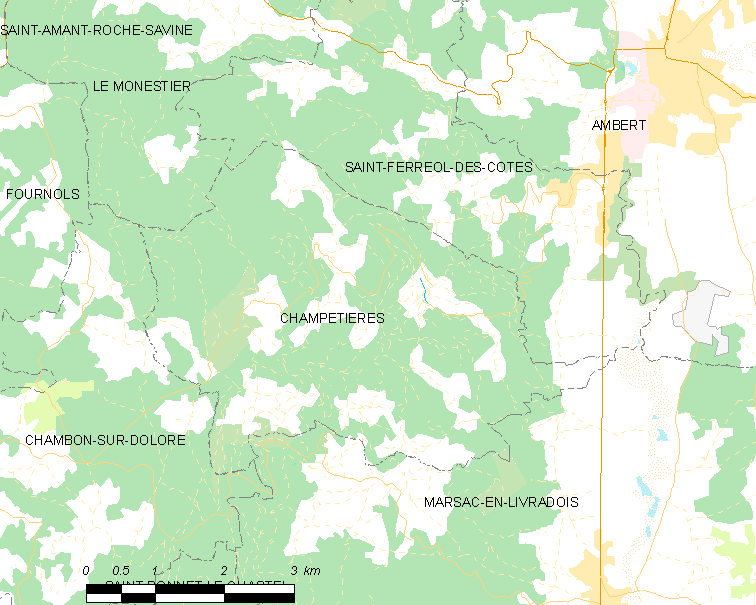
尚佩蒂耶尔的OSM定位图

尚佩蒂耶尔的时区为UTC+01:00、UTC+02:00（夏令时）。

## 行政
尚佩蒂耶尔的邮政编码为63600，INSEE市镇编码为63081。

## 政治
尚佩蒂耶尔所属的省级选区为昂贝尔县。

## 人口

1962-2008年间尚佩蒂耶尔人口变化图示

尚佩蒂耶尔于2022年1月1日时的人口数量为283人。